# Hierarchia Veritatum
La Hierarchia Veritatum è un elenco delle verità di fede della Chiesa cattolica, considerate in ordine di importanza per favorire l'unità ecumenica delle chiese sorelle.

Nell'Unitatis Redintegratio è detto che i teologi cattolici: 